# 刘定公
刘定公（？—前531年），是春秋时代刘国国君，姬姓，刘氏，子爵，名夏。鲁襄公十四年（前559年），周灵王派刘定公赐命齐灵公。鲁昭公元年（前541年）夏四月，周景王派刘定公到颍慰劳赵孟。
| 前任： 刘康公 | 刘国君主 前543年－前531年 | 繼任： 刘献公 |